# Baryopsis glabra
Baryopsis glabra – gatunek chrząszcza z rodziny kusakowatych i podrodziny żarlinków (Paederinae).
Gatunek ten opisany został w 2012 roku przez Volkera Assinga na podstawie 31 okazów, odłowionych w 1990 roku. Miejsce typowe znajduje się w Kordylierze Blanca w regionie Ancash.
Chrząszcz o ciele długości od 10 do 13,5 mm. Głowę ma 1,1 raza dłuższą niż szerszą, czarniawą z rudobrązowymi lub brązowymi czułkami i rudymi głaszczkami szczękowymi, z wierzchu grubo i rozproszenie makropunktowaną oraz gęsto mikropunktowaną, z małymi, słabo wystającymi oczami. Przedplecze jest czarniawe, 1,2–1,25 raza dłuższe niż szerokie, najszersze w przedniej połowie i wyraźnie ku tyłowi zwężone, o brzegach bocznych lekko wypukłych w widoku od góry, o powierzchni bardzo delikatniej mikropunktowanej i pozbawionej mikrorzeźby. Grzbietowe rzędy przedplecza składają się z około 10 punktów makroskopowych. Bardzo krótkie, czarniawe, gęsto i drobno mikropunktowane, grubo i rzadko makropunktowane, pozbawione mikrorzeźby pokrywy mają tylne brzegi skośnie ścięte, a tylne skrzydła są całkiem zredukowane. Odnóża są czarniawobrązowe lub ciemnobrązowe. Odwłok jest czarniawy, wyraźnie szerszy od reszty ciała, delikatnie i rzadko punktowany, z wypukłą tylną krawędzią ósmego tergitu. U samca przednie stopy są silniej rozszerzone, ósmy sternit jest głębiej niż u B. montivagans V-kształtnie wcięty, a aparat kopulacyjny ma edeagus długości około 1,7 mm i paramery sięgające nieco za haczykowaty i rozszerzony szczyt smukłego wyrostka brzusznego.
Owad neotropikalny, endemiczny dla Peru, znany wyłącznie z dwóch stanowisk w regionie Ancash, położonych w Andach, na wysokości 4000–4500 m n.p.m..